# 이지원 (2007년)
이지원(2007년 5월 14일 ~ )은 대한민국의 농구 선수이다. 선일여자고등학교 농구부 소속으로 포지션은 가드이다.

## 수상
제46회 서울특별시장기 남•녀 농구대회 겸, 
제106회 전국체육대회 고등부 서울시 예선 - 최우수상